# Ladislav Zelenka

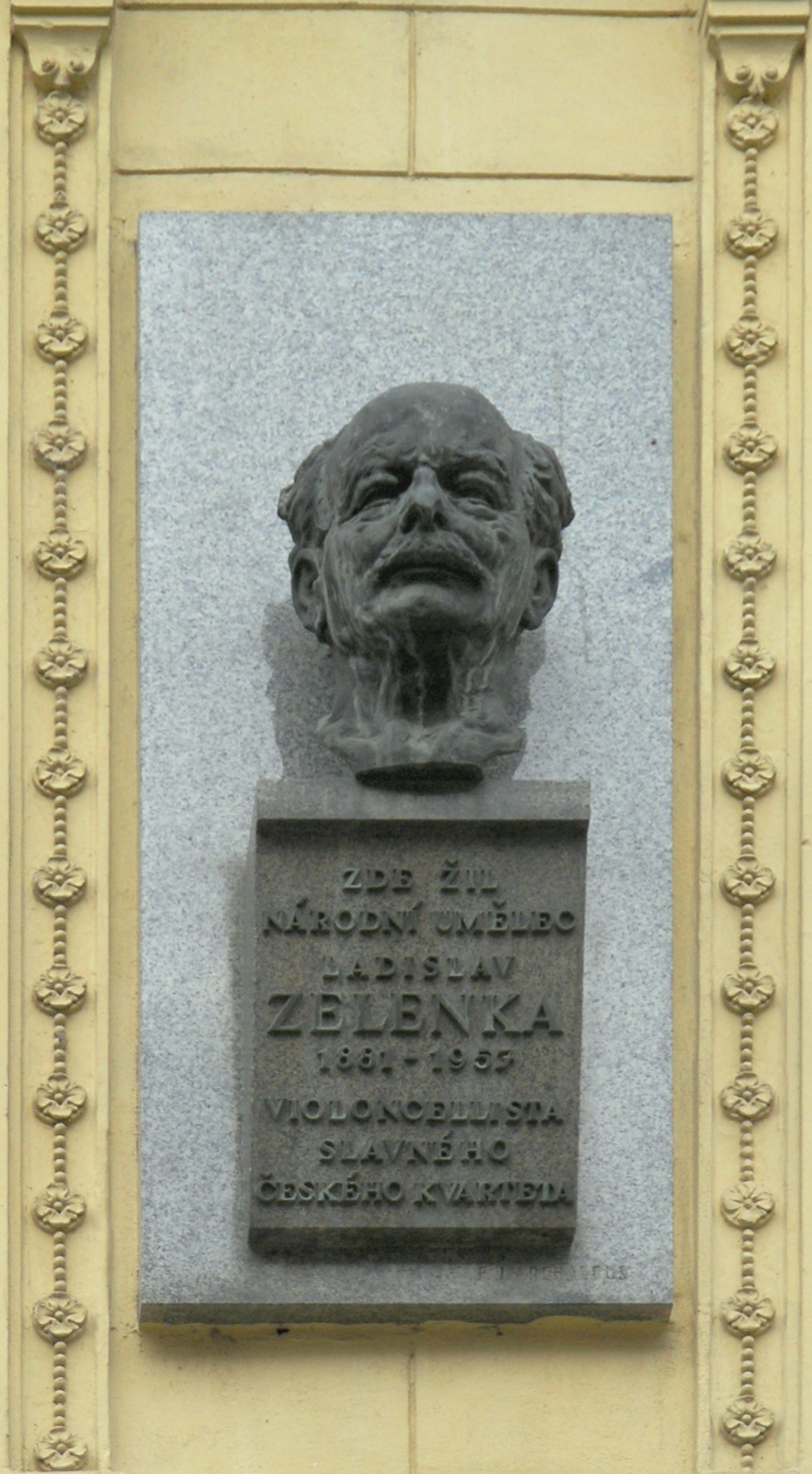
Busta Ladislava Zelenky v Mostecké ulici čp. 48/16 v Praze.

Ladislav Zelenka (11. března 1881 Modřany – 2. července 1957 Praha) byl český violoncellista a hudební pedagog. Byl člen Českého kvarteta, do kterého vstoupil na místo violoncellisty po Hanuši Wihanovi, působil jako profesor Akademie múzických umění v Praze, kde byl i rektorem. Slavná se stala jeho interpretace Dvořákova Violoncellového koncertu h moll. Za své dílo byl v roce 1947 oceněn čestným titulem národní umělec.